# 中村粲
中村 粲（なかむら あきら、1934年4月24日 - 2010年6月23日）は、日本の英文学者、近代史研究家、獨協大学名誉教授。

## 経歴
1934年、東京都生まれ。海軍主計少佐の父・春男の下に生まれる。鎌倉市立御成小学校、栄光学園中学校・高等学校卒業。1959年、東京大学文学部英文学科を卒業。
都立高校教員を経て、1964年より獨協大学に勤務する。所属は外国語学部英語学科。専任講師、助教授(1971年)を経て1987年より教授。1991年からは英語学科長を務めた。2005年3月に定年退職し、名誉教授となった。
2010年6月23日、肺癌のため死去。76歳没。
なお、「昭和史研究所」「NHK報道を考へる会」は、中村の死去により同年末解散した。2011年4月、小山和伸が引継ぎ、一般社団法人「メディア報道研究政策センター」として再出発した。

## 受賞・栄典
- 1995年：第43回菊池寛賞を受賞。『東京裁判却下未提出辯護側資料』（東京裁判資料刊行會編、全8巻）を共同編集し刊行したことによる[3]。

## 昭和史に関する言論活動
- 私設の研究機関「昭和史研究所」と市民団体「NHK報道を考へる会」の代表を務めた。2006年より、興亜観音を守る会の第3代会長を務めた(興亜観音側とは2009年に絶縁。昭和史研究所会報151、153号)。昭和史研では、当時を知る者が健在の間に貴重な証言をとる活動を活発に行なった。中村は、「これは本来ならば国家のやる事業だ」と主張した。NHK報道を考へる会では、NHKの報道は左翼偏向報道だと主張、報道が是正されるまでは受信料の不払いをしようと呼びかけた[要出典]。
- そのほかにも主な役職をつとめた組織には、憂国忌・日本李登輝友の会発起人、違法教科書訴訟原告団（教科書の南京事件、慰安婦記述の訂正を求める訴訟）・青年学生セミナー（靖国神社に集団参拝する組織）代表、「昭和の日」ネットワーク代表委員、大東亜聖戦大碑建立委員会副委員長、「日本世論の会」役員、日本再生ネットワーク顧問がある。また、チャンネル桜・映画「南京の真実」・首相の靖国神社参拝を支持する会・教育再生・地方議員百人と市民の会賛同者でもあった[要出典]。『正論』に「NHKウオッチング」を長期連載（1994年6月 - ）したほか、日本文化チャンネル桜では「桜塾講座－大東亜戦争への道」で講師を務め（2004年8月 - ）、大東亜戦争（太平洋戦争）について解説する[要出典]。
- 2006年6月、八木秀次らが設立した「日本教育再生機構」に参加。発起人[要出典]。
- 代表作『大東亜戦争への道』は、600ページを超える大著で、1990年の刊行から15年以上経た現在もなお版を重ねており（2009年3月、15刷）、大東亜戦争肯定論支持者の間では特に重要な書籍と位置づけられている（渡部昇一は同書を「最も重要な通史」と高く評価し、テキストとして近代史を語った『日本とシナ』(ISBN 4569648576）を刊行した）[要出典]。
- 極東国際軍事裁判、南京事件論争(中村は市民大虐殺否定、捕虜殺害約2万を主張している。後述)、沖縄戦における集団自決問題に力を注ぐ。自身の専門である英語学を生かして、日本精神史関係資料の英訳にも力を注いだ[要出典]。
- 中村の文章は漢語が多用され、歴史的仮名遣を用いて書かれている。中村は歴史的仮名遣を用いる理由について、雑誌『正論』の読者投書欄で語ったところによると、1975年頃、時流に流され新仮名遣を使い続けていたところ、若い植松靖夫が正漢字・歴史的仮名遣を完璧に使いこなしているのに刺戟を受け、時折、植松に不明な点を確認しながら、正漢字・歴史的仮名遣を使うようになる[要出典]。

## 論争歴
- 1986年、日韓併合問題をめぐり、日本側と韓国側から2人ずつ出席しての論争が企画され、日本側からは中村と村尾次郎、韓国側からは愼鏞廈（ソウル大学校教授、社会学）、姜徳相が選出され、対談した。中村の発言に激怒した愼は、対談の途中で席を蹴飛ばして退席する（この論争は日本の『文藝春秋』1986年12月号、韓国の『新東亜』という雑誌に同時掲載された）。中村の歴史問題における初論争であった。
- 1990年、雑誌『諸君!』に連載した「大東亜戦争への道」を秦郁彦に批判され、論争を行なう。中村は、いわゆる「旅順口事件」が発生したといわれる日に乃木希典の軍隊は旅順に入っていない、秦の論文の日付も誤りであると主張。また虐殺の責任は乃木にはないと主張した。(「諸君!」1989年11月号、1990年2〜4月号、「自由」同年6月号、10月号、12月号。うち、秦論文は秦著『現代史の争点』文藝春秋社に収録)
- 1995年、「支那事変」などをテーマにICU学園祭で石島紀之と論争。
- 1996年、東京大学総長や参議院議員を務めた林健太郎から名指しで自身の歴史観の批判を受け、反論文で応える。林は応答しなかったが、翌年、また中村らを名指しで批判し、中村は反論を執筆、両者の論争が繰り返され、応酬は足掛け3年、往復8回に及んだ。林健太郎の生涯最後の論争は、小堀桂一郎との論争とされたが、中村との論争が最後である。この論争は、『別冊正論 Extra.04』』(ISBN 459460465X)に収録されている。
- 1998年、「南京を考える」シンポジウムを開催したが、壇上で藤岡信勝から自説を批判された。後に雑誌『正論』誌上で藤岡と論争(1999年3月号、5月号)。近年、保守論壇およびその支持者の間では東中野修道らの南京事件虐殺ゼロ説が勢いがあるが、中村は戦時国際法を独自に検討、研究し、日本軍による不法殺害は遺憾ながら少数あったという説を展開している（前述の如く、「南京事件の数的研究」という英語論文を、昭和史研究所ホームページでダウンロードできる）。
- 2001年、テレビ朝日『朝まで生テレビ!』に出演、大東亜戦争肯定論の立場から[要出典]発言する。この模様は『日本はなぜ負ける戦争をしたのか。―朝まで生テレビ!』(ISBN 4756138594)という書籍になっている[4]。

## エピソード
- 大学時代、左翼学生主催の集会に参加、彼らと異なる意見を堂々と主張し、票決をとらせ、自身の意見に多くの学生からの票が入る。これが中村の思想闘争の嚆矢である[5]。
- 1994年、オピニオン誌『週刊金曜日』に「絶対無私の大御心を信じて」と題する文章を寄稿したことがある[要出典]。
- 1995年、戦後50年の国会謝罪決議に反対し、反対集会を開き、デモを行なう。参加者4千名ほどの規模であったが、NHKは報道しなかった[6]。
- 同年、NHKへの抗議集会を計画した際、何者かから「中村!貴様を殺害する」という文章で始まる脅迫状を送付される。中村は自衛のために、趣味で集めている日本刀を持って集会に参加、送付された脅迫状を大衆の前で読み上げ、刀の鯉口を切る。集会後、警察官によって日本刀を一時預かられたが、中村を襲撃しようと試みる者は現れなかった。「中村は日本刀を振り回した」などと支援者の間で言われているが、真相は以上の通りである[7]。
- 1995年、朝日新聞に文章を投稿した際、朝日新聞から何度も書き直しを命じられ、検閲であるとして朝日新聞を提訴するが敗訴。
- 『現代用語の基礎知識』1996年版に、樺山紘一（当時、東京大学教授）が南京大虐殺の項目に「一説によれば百万」と記述。中村は「樺山紘一先生は頭狂大学教授の間違いではないか」と揶揄、講演や大学の授業で発言するにとどまらず、大学の印刷物にまで記載しようとして教務課を驚かせた。樺山は翌年版の『現代用語の基礎知識』から、南京大虐殺そのものの項目を削除した[7]。
- 1996年に文部省が検定した中学校の歴史教科書すべてに慰安婦の記載があることが発表され、中村らは激しく抗議、小杉隆文部大臣と直談判するが、話し合いは決裂し、翌年、中村は違法教科書訴訟原告団を組織、団長となり、国、教科書会社7社、計88の自治体、中学校社会科教科書執筆者全員を被告として提訴する[8]
- 1998年、左翼偏向報道ならびに虚偽放送を行なっていると長年批判し続けてきたNHKを提訴する[7]。
- 1999年、「大東亜聖戦の歌[9]」を作詞。自称、二十世紀最後の軍歌。同年、支那事変（日中戦争）や南京事件の調査目的で中国を旅行するが、翌年、中国政府より入国禁止の処置をとられる[要出典]。
- 『正論』2001年5月号で、「朝日は銃弾を撃ち込まれ、その後暫くは大人しくしてゐたやうだが、昨今の朝日の傍若無人とも思へる偏向紙面を見ると、まだお灸が足りないやうだ」と執筆、テロリズムを推奨したと非難される。中村は10月号の「NHKウオッチング」で「朝日新聞の売国的偏向報道の累積が銃撃事件の引き鉄になつたと、因果関係を示唆したに止まる」と反論した。なお、編集部は「誤解を招く表現だった」として、6月号で謝罪文を掲載している。
- 2007年11月15日、教科書改善の会の主催する「沖縄戦を子供たちにどう伝えるか」に出席し日本軍無謬論を述べ、小林よしのりに「日本兵による「壕追い出し」や「スパイ視殺害」は疑う余地の無い事実だという認識すらなかったのか?!」と評された[10]。このシンポジウムの記録は正論や、上記の小林よしのりによる漫画にあるが、中村の詳しい見解は書かれていない。中村は他に発表した論文や講演などで、正規の日本軍と防衛隊を沖縄の人が混同したとしても仕方がないが、防衛隊の言動を全て日本軍の悪意と拡大解釈、誤った解釈をしてはならないと繰り返し主張している[11]。
- 本職は英語教師であった[要出典]。和英辞典を編集・執筆したり、様々な日本の史料を英訳するなど、英文学者としても活動していた（#主な著書参照）。

## 主な著書
- 『In Defense of Japan's Case ―日本弁護論1 研究社現代英文テキスト 17』(解注、ISBN 4327020176)
- 『In Defense of Japan's Case II―日本弁護論2 研究社現代英文テキスト 18』(解注、ISBN 4327020184)
- 『Our Land, Our People　テーマ英作文・日本』(ISBN 4764703025)
- 『学生のための大東亜戦争史』(獨協大学同窓会出版印刷局　全4巻)
- 『大東亜戦争への道』(展転社　ISBN 4886560628)
- 『若き日の大東亜戦争』(「昭和を語る会」と共著、展転社　ISBN 4886560725　この書籍で中村は、自身の子供の頃のエピソードを執筆。下記学術論文「大東亜戦争開戦の詔勅」「終戦の詔勅」の英訳も掲載されている)
- 『大東亜戦争の総括』(自民党歴史・検討委員会と共著、展転社　ISBN 488656111X　この書籍は中国で海賊版が出版された。ISBN 7801371054、ISBN 7501138737 この海賊版を読んだ中国人の青年が中村に質問状を送り、それを切っ掛けに彼と文通を始めたことを中村は雑誌『正論』などで語っている)
- 『東京裁判却下未提出辯護側資料』(東京裁判資料刊行会と共編、国書刊行会　全8巻、ISBN 9784336036810、ISBN 9784336036827 第43回菊池寛賞)
- 『Dissentient judgment of Justice Pal  パール判決書 東京裁判・原典・英文版』(ラダ・ビノード・パール　監修・校訂、序文（英文）を執筆　国書刊行会　ISBN 4336041105)
- 『慰安婦問題の虚像と実像』(國民會館叢書5　國民會館)
- 『張鼓峰事件―専守防衛を問ふ』(國民會館叢書17　國民會館)
- 『日本は侵略国家ではない』(勝田吉太郎と共著、善本社　ISBN 4793903266)
- 『亡国謝罪病を斬る　名越二荒之助 中村粲講演録』(日本をまもる会（現・日本会議）)
- 『大東亜戦争－太平洋戦争－はなぜ起ったのか』(日本政策研究センター)
- 『「韓国併合」とは何だったのか 日韓関係史の真実を求めて』(日本政策研究センター)
- 『教科書は間違っている 沖縄「集団自決」・シンガポール「虐殺」の真相』(日本政策研究センター)
- 『インドネシア紀行―親日の炎の中へ』(編著、ISBN 4886561926)
- 『日本はなぜ負ける戦争をしたのか。―朝まで生テレビ！』(共著、ISBN 4756138594)
- 『「反日」が歪める歴史　韓国人よ！この史実をどう考える』（共著、日本政策研究センター）
- 『NHKの正体―情報統制で国民に銃を向ける、報道テロリズム(OAK MOOK 293 撃論ムック、共著、オークラ社、西村幸祐責任編集 ISBN 9784775513873)
- 『新和英中辞典　第5版』(共著、研究社、ISBN 476742058X　第4版では編集委員・共同執筆者)
- 『ニュー・アンカー和英辞典』(共著、学習研究社、ISBN 4051010198)

## 「獨協大学英語研究」に掲載された学術論文
- 「軍人勅諭」英語謹訳〔含 原文〕（第26号）
- 「清国に対する宣戦の詔勅」「露国に対する宣戦の詔勅」「米英に対する宣戦の詔勅」「終戦の詔勅」英語謹訳（第27号）
- 「遼東還附の詔」,「戊申詔書」英語謹訳（第28号）
- 天野貞祐著「国民実践要領」英訳〔含 「国民実践要領」〕（第29号）
- 或る反日英語教材の背景に関する考察（第33号）
- A Numerical Study of the Nanking Incident(Part1) （第59号）
- A Numerical Study of the Nanking Incident(Part 2) 南京事件の数的研究(第2部) （第60号修正版）